# Neoscopelidae
Neoscopelidae – rodzina niewielkich (do 30 cm), morskich ryb świetlikokształtnych (Myctophiformes).

## Występowanie
Ciepłe wody Oceanu Spokojnego, Atlantyckiego i Indyjskiego.

## Klasyfikacja
Rodzaje zaliczane do tej rodziny:
Neoscopelus — Scopelengys — Solivomer
Rodzajem typowym jest Neoscopelus.